# Otopharynx selenurus

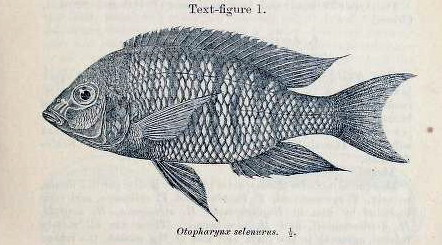

Otopharynx selenurus är en fiskart som beskrevs av Regan 1922. Otopharynx selenurus ingår i släktet Otopharynx och familjen Cichlidae. IUCN kategoriserar arten globalt som livskraftig. Inga underarter finns listade i Catalogue of Life.